# دونگا سیپویا
دونگا سیپویا (به صربی: Donja Sipulja) یک منطقهٔ مسکونی در صربستان است که در لوزنیسا واقع شده‌است. دونگا سیپویا ۲۴۴ نفر جمعیت دارد.